# Battaglia di Gulnabad
La battaglia di Gulnabad fu uno scontro combattuto nel corso del periodo della caduta dei Safavidi in Persia tra l'Impero safavide e gli invasori dell'Afghanistan capeggiati dalla dinastia degli Hotaki.
Dopo che la guerra venne vinta dagli afghani, gli Hotaki iniziarono lentamente a marciare nel cuore della Persia e verso la capitale, Isfahan, dove tennero in seguito un assedio. La battaglia, che ebbe portata notevole, portò alla morte tra i 5000 ed i 15 000 soldati safavidi.